# Dichotomius cotopaxi
Dichotomius cotopaxi är en skalbaggsart som beskrevs av Guérin-Méneville 1855. Dichotomius cotopaxi ingår i släktet Dichotomius och familjen bladhorningar. Inga underarter finns listade i Catalogue of Life.